# Єгипет на літніх Олімпійських іграх 1996
Єгипет брав участь у Літніх Олімпійських іграх 1996 року в Атланті (США) увісімнадцяте за свою історію, але не завоював жодної медалі.